# Euphorbia heterophylla
La Euphorbia heterophylla Linneo, 1753 es una planta herbácea de la familia de las euforbiáceas. 

## Distribución geográfica
Sinaloa, Sonora, Jalisco, Querétaro hasta Yucatán.
En Querétaro en el municipio de Cadereyta, en matorral xerófilo.
Esta planta se ha propagado al Sur y Sudeste de Asia, se ha convertido en una maleza en India y Tailandia, en la que ha invadido los campos de algodón y otros terrenos de  productos agrícolas.
Introducida con fines ornamentales, se propaga rápidamente, convirtiéndose en una visión común a los lados de las carreteras y caminos rurales. 

## Descripción
Es una especie abundante, que alcanza los 30 a 50 cm de altura, tallo simple, con jugo lechoso; hojas heterófilas; flores amarillentas, pequeñas, con brácteas.
Las hojas en el extremo superior del tallo, cerca del ciato, tienen un llamativo color rojo escarlata.  Las hojas son lobuladas de 4-7 cm de largo por 1,5-3 cm de ancho. 
El tallo exuda una savia de color blanco lechoso tóxico. Los ciatios o falsas flores, se encuentran en grupos a la cabeza del pie y son de color amarillo verdoso. No tienen pétalos, el color rojo que forman parte de las hojas jóvenes por coloración.  Los frutos son pequeños, segmentado en cápsulas.
Esta planta a menudo pierde su color cuando se crece como una mala hierba silvestre. Es resistente a los herbicidas.

## Nombre común
Casalina y catalina en Jalisco; contra hierba en Sinaloa; habonk-aak, habon-kax, habontey-tianguis en Yucatán; picachalih en Sonora, en Paraguay se conoce como lecherita o ñana kamby (idioma Guaraní) , en Nayarit Candelilla.

## Usos
En Quintana Roo y Yucatán, se usa para sanar los granos. Con el látex lechoso de la planta, se hacen "buches" para curar los fogajes o se aplican unas gotas de este látex sobre los granos, las úlceras, la erisipela, el mal de los ojos y las verrugas. Además, se puede usar toda la planta en infusión para lavar las heridas y aplicar baños contra la sarna. Las hojas en decocción se emplean para bajar la inflamación y se usa el látex, extraído de los tallos y hojas, serenados y refregadas, como antiséptico urinario.
Historia
En el siglo XVIII, Vicente Cervantes menciona: "cuando las nodrizas advierten escasez de leche, toman para aumentarla, según se persuaden, la infusión de esta flor, se puede mezclar con pulque, o bien hierven en este solo la flor".
Para el siglo XX, Maximino Martínez la señala como curativo de las enfermedades exantemáticas. Narciso Souza refiere: "su látex es empleado externamente contra la erisipela".

## Taxonomía
Euphorbia heterophylla fue descrita por Carlos Linneo y publicado en Species Plantarum 1: 453. 1753.
Etimología
Euphorbia: nombre genérico que deriva del médico griego del rey Juba II de Mauritania (52 a 50 a. C. - 23), Euphorbus, en su honor – o en alusión a su gran vientre –  ya que usaba médicamente Euphorbia resinifera. En 1753 Carlos Linneo asignó el nombre a todo el género.
heterophylla: epíteto latino que significa "con diferentes hojas".
Sinonimia

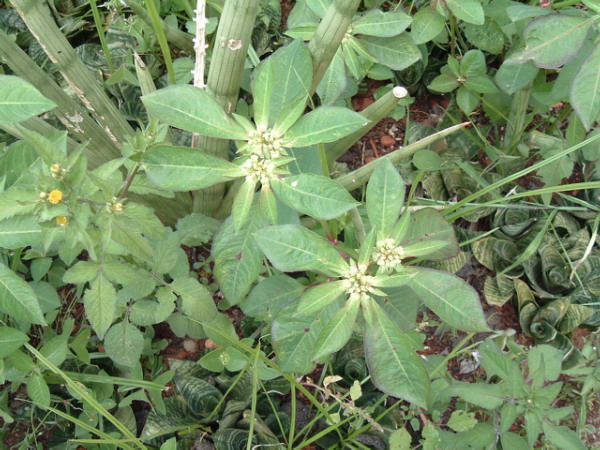

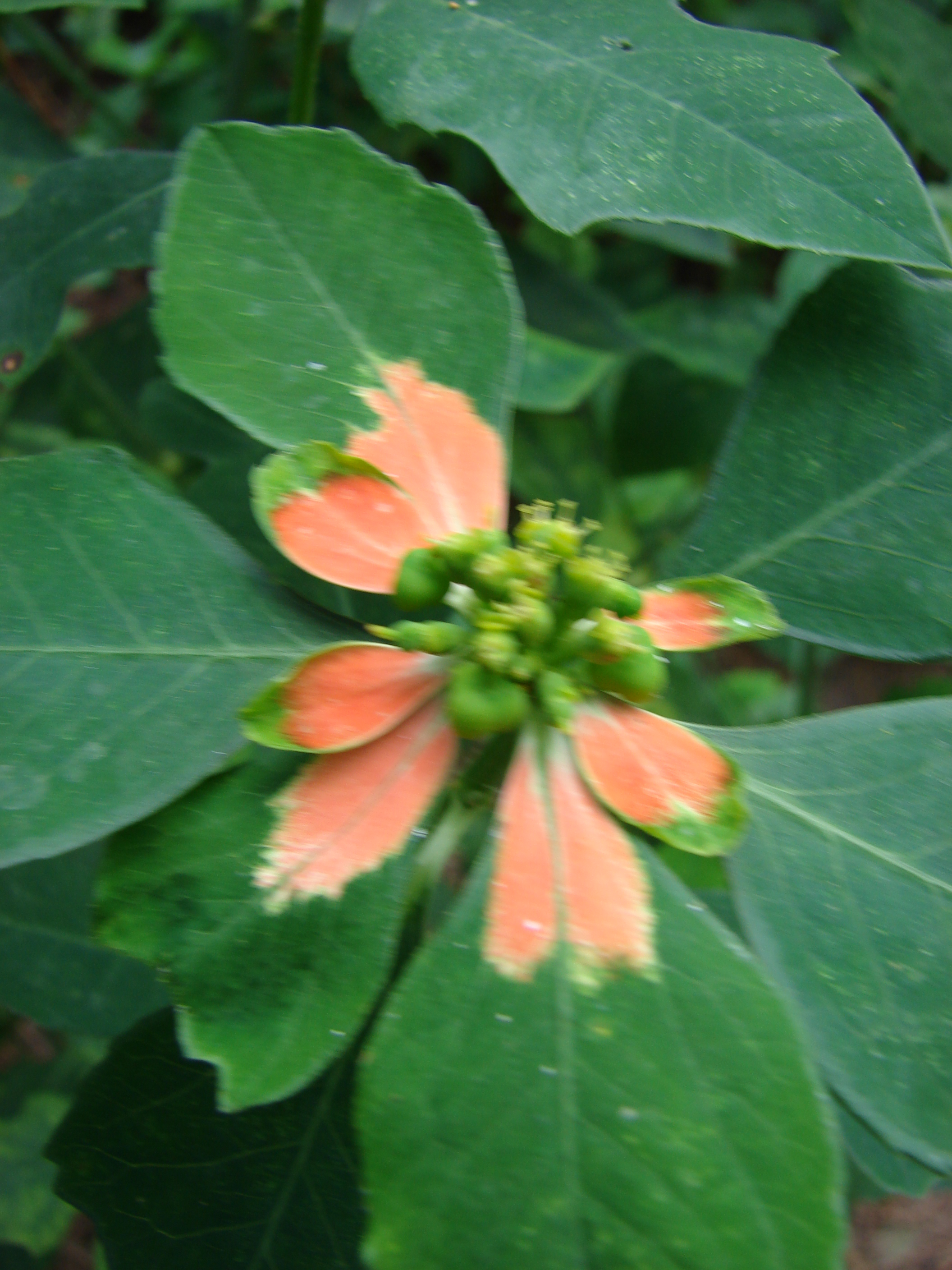
Vista de la planta

- Tithymalus heterophyllus (L.) Haw. (1812).
- Cyathophora heterophyla (L.) Raf. (1838).
- Poinsettia heterophylla (L.) Klotzsch & Garcke (1859).
- Euphorbia elliptica Lam. (1788).
- Euphorbia linifolia Vahl (1791), nom. illeg.
- Euphorbia geniculata Ortega (1797).
- Euphorbia prunifolia Jacq. (1798).
- Tithymalus prunifolius (Jacq.) Haw. (1812).
- Euphorbia frangulifolia Kunth in F.W.H.von Humboldt (1817).
- Agaloma angustifolia Raf. (1838).
- Cyathophora ciliata Raf. (1838).
- Cyathophora picta Raf. (1838).
- Euphorbia angustifolia Lockh. ex G.Don in R.Sweet (1839), nom. nud.
- Euphorbia lockhartii Steud. (1840), nom. inval.
- Euphorbia trachyphylla A.Rich. in R.de la Sagra (1850).
- Euphorbia morisoniana Klotzsch in B.Seemann (1853).
- Poinsettia frangulifolia (Kunth) Klotzsch & Garcke (1859).
- Poinsettia geniculata (Ortega) Klotzsch & Garcke (1859).
- Poinsettia morisoniana (Klotzsch) Klotzsch & Garcke (1859).
- Poinsettia prunifolia (Jacq.) Klotzsch & Garcke (1859).
- Poinsettia ruiziana Klotzsch & Garcke (1860).
- Euphorbia havanensis Willd. ex Boiss. in A.P.de Candolle (1862), pro syn.
- Euphorbia pandurata Huber (1871).
- Euphorbia prunifolia var. angustifolia Müll.Arg. in C.F.P.von Martius & auct. suc. (eds.) (1874).
- Euphorbia prunifolia var. genuina Müll.Arg. in C.F.P.von Martius & auct. suc. (eds.) (1874), nom. inval.
- Euphorbia prunifolia var. repanda Müll.Arg. in C.F.P.von Martius & auct. suc. (eds.) (1874).
- Poinsettia havanensis Small (1903).
- Euphorbia prunifolia f. silvatica Chodat & Hassl. (1905).
- Euphorbia taiwaniana S.S.Ying (1987).
- Euphorbia epilobiifolia W.T.Wang (1988).[7][8]